# Jan Graczkowski
Jan Ryszard Graczkowski (ur. 1949) – polski działacz samorządowy i harcerski, urzędnik, w latach 1985–1990 wiceprezydent, a w 1990 p.o. prezydenta Bydgoszczy, w latach 1999–2006 starosta bydgoski.

## Życiorys
W 1968 ukończył liceum pedagogiczne w Wymyślinie. Studiował matematykę w Wyższej Szkole Pedagogicznej w Bydgoszczy, kształcił się podyplomowo w zakresie administracji i zarządzania oraz na kursie językowym w Państwowym Instytucie Języka Rosyjskiego im. A.S. Puszkina. Zajmował stanowisko komendanta hufca Związku Harcerstwa Polskiego w Lipnie, następcie zastępcy i komendanta (1979–1985) chorągwi ZHP w Bydgoszczy. Od 1985 do 1990 pełnił funkcję wiceprezydenta Bydgoszczy. W styczniu 1990 faktycznie objął stanowisko pełniącego obowiązki prezydenta miasta po rezygnacji Władysława Przybylskiego. Zajmował to stanowisko do czerwca tegoż roku, gdy zastąpił go Krzysztof Chmara. Działał w różnych stowarzyszeniach, był m.in. prezesem Towarzystwa Miłośników Miasta Bydgoszczy (1987–1990) i założycielem Stowarzyszenia Przyjaciół Harcerstwa.
W III RP związał się z Sojuszem Lewicy Demokratycznej. Zajmował stanowisko kierownika Urzędu Rejonowego w Bydgoszczy (1990) i dyrektora generalnego Urzędu Wojewódzkiego w Bydgoszczy (1994–1999), współpracował z zespołem profesora Michała Kuleszy przy reformie administracyjnej kraju. Od 1 stycznia 1999 do 27 listopada 2006 pełnił funkcję pierwszego starosty bydgoskiego po reaktywacji powiatu. W czerwcu 2005 został zatrzymany w związku z zarzutem płatnej protekcji osoby podejrzanej o wyłudzenie dotacji, został zwolniony za poręczeniem majątkowym.

## Odznaczenia
Odznaczony Krzyżem Kawalerskim Orderu Odrodzenia Polski (2003), Złotym, Srebrnym i Brązowym Krzyżem Zasługi, Medalem Komisji Edukacji Narodowej, Odznaką Honorową Polskiego Czerwonego Krzyża, Złotym Krzyżem „Za Zasługi dla ZHP”, Złotą Odznaką „Zasłużony dla Ochrony Przeciwpożarowej”, Złotym Medalem „Za Zasługi dla Ligi Obrony Kraju”, Odznaką Honorową „Za Zasługi dla Klubów Oficerów Rezerwy Ligi Obrony Kraju”, Złotym Medalem „Za zasługi dla obronności kraju” oraz Złotą Odznaką „Za zasługi w ochronie porządku publicznego”. Wyróżniony także Złotą Honorową Odznaką Ruchu Przyjaciół Harcerstwa, medalem „Zasłużony dla Naczelnej Organizacji Technicznej”, Odznaką Honorową Kujawsko-Pomorskiego Związku Pracodawców i Przedsiębiorców, Złotą Odznaką Naczelnej Rady Zrzeszeń Handlu i Usług w Warszawie, Medalami za Zasługi dla Miasta Bydgoszczy i Województwa Bydgoskiego, Medalem „Zasłużony dla Miasta i Gminy Skępe” oraz Medalem „Za Zasługi dla Powiatu Bydgoskiego” (2006).